# Балатонлеле
Балатонлеле (мађ. Balatonlelle) је град у Мађарској. Балатонлеле је град у оквиру жупаније Шомођ.

## Географија

### Локација
Налази се на јужној обали језера Балатон, западно од Шиофока, 136 километара од Будимпеште. Кроз његов центар пролази магистрални пут 7 у правцу исток-запад, пролази кроз његову административну територију, а нешто даље од обале пролази и магистрални пут М7. У прошлости се овде завршавао аутопут 67 од Сигетвара преко Капошвара до Балатона, али је 2007. његов северни крај премештен у Балатонсемеш, а стара рута између јужне ивице Шомођитура и Балатонлеле је од тада означена бројем 6713.
Међу домаћим железничким линијама, кроз насеље пролази железничка линија (Будимпешта-)Секешфехервар-Ђекењеш, која овде има два стајалишта, стајалиште Балатонлеле и горњу железничку станицу Балатонлеле. У погледу виноградарства и производње вина, насеље је део винског региона Балатонбоглар.

## Историја
Подручје је постало власништво опатије Тихањ 1211. године. Први писани помен потиче из 1229. године, под именом Лела. Насеље је дошло у турске руке 1550. године. У периоду који је уследио број становништва се знатно смањио: 1580. године турски порески пописивачи затекли су само 8 породица. У 18. веку био је у власништву породице Мајтењи, а потом породице Салај.
Школско образовање је почело 1720. године у Лелеу. Из белешке Каноника Виситатио (Canonica Visitatio) из 1778. године познато је да је изгорела прва школска зграда.
1848. година је била догађај од посебног локално-историјског значаја када је насеље добило статус трговишта. Његово име је Балатонлеле од 1864. године а 1882. је стекао је виши статус, као мало село постало је седиште среског матичара. (Њој су припадали Боглар, Фалусемеш и Есед.) После много деценија, дворазредна школа је изграђена 1895. године, а затим је за време комуне проширена на троразредну. Настава се овде одвијала све до 1938. године, када је село подигло постојећу двоспратну школу а школске 1941-42 почиње оснивање осморазредне народне школе. За Леле, године након рата донеле су брзо признање: 1921. године, њени становници су класификовани као велика општина.
Године 1978. спојила се са Балатонбогларом под именом Богларлеле. Од 1986. године је град, 1991. године два насеља су се раздвојила, али су оба задржала статус града.

## Становништво
Током пописа 2011. године, 77,3% становника изјаснило се као Мађари, 2,3% Немци, 0,2% Роми, 0,2% Хрвати (22,5% се није изјаснило). 
Верска дистрибуција је била следећа: римокатолици 47,3%, лутерани 2,3%, реформатори 6,6%, гркокатолици 0,4%, без вероисповести 9,7% (32,5% се није изјаснило).